# MPTP
MPTP (1-metil-4-fenil-1,2,3,6-tetrahidropiridin) je nevrotoksin, ki preko presnovka MPP+ povzroči trajne znake Parkinsonove bolezni tako, da uniči dopaminergične nevrone v črni substanci (latinsko substancia nigra) v možganih.
MPTP je stranski produkt pri sintezi opioida MPPP (desmetilprodin), vendar nima analgetičnih učinkov. Nevarni stranski učinki so bili odkriti preko odmevnega primera leta 1982 v Kaliforniji, ZDA, ko je več odvisnikov po uporabi MPPP-ja, ki je kot nečistočo vseboval tudi MPTP, naglo razvilo znake Parkinsonove bolezni.

## Strupenost
MPTP sam po sebi ni strupen in je lipidotopna spojina, ki lahko prehaja krvno-možgansko pregrado. Po prehodu ga monoamin oksidaza B (MAO-B) pretvori v toksični kationski presnovek oz. metabolit MPP+ (1-metil-4-fenilpiridin). Omenjeni presnovek ima visoko afiniteto za dopaminergične nevrone, verjetno zaradi privzema v živčne končiče preko dopaminskega transporterja.
V celici blokira kompleks I v elektronski transportni verigi, pomembni komponenti presnove oz. metabolizma v mitohondrijih. To sproži oksidativni stres zaradi sproščanja prostih radikalov in v končni fazi povzroči celično smrt. Posledično se okvari nigrostriatalna pot, ki nadzira zapleteno motoriko, kar se izrazi v obliki parkinsonizma, ki ga označujejo tremor, rigidnost in problemi s hojo ter kognitivni in vedenjski problemi, kot je demenca.
Na osnovi presnove se lahko nevrotoksičnost MPTP-ja prepreči s selektivnimi inhibitorji MAO-B, kot je selegilin. Slednji se sicer klinično uporablja prav tako za zdravljenje Parkinsonove bolezni, verjetno preko inhibicije presnove MPTP-ju podobnih spojin; domnevano je, da bi lahko v patogenezi bolezni igral pomembno vlogo tudi endogeni dopamin, saj oksidacija dopamina povzroči nastanek potencialno toksičnih presnovkov.
MPTP povzroči parkinsonizem pri primatih, torej vključno s človekom. Po drugi strani so podgane skorajda neobčutljive na stranske učinke te spojine.

## Zgodovina
Nevrotoksičnost MPTP-ja je bila dejansko odkrita leta 1976, ko je Barry Kidston, študent kemije, sintetiziral MPPP, pri čemer je kot stranski produkt nastal MPTP, in si vbrizgal pripravek v žilo. Po treh dneh je Barry začel kazati znake Parkinsonove bolezni. Nacionalni inštitut za mentalno zdravje (NIMH) je našel sledove MPTP-ja in drugih petidinskih analogov v njegovem laboratoriju; substance so sicer testirali na podganah, vendar so bili rezultati zaradi njihove odpornosti negativni. Bolezen so uspešno pozdravili z levodopo, vendar je 18 mesecev kasneje umrl zaradi predoziranja s kokainom. Avtopsija je pokazala propad dopaminergičnih nevronov v črni substanci.
Leta 1982 v Kaliforniji je 7 ljudi začelo kazati znake Parkinsonove bolezni po uporabi MPPP-ja. Nevrolog J. William Langston je v sodelovanju z Nacionalnimi inštituti za zdravje uspel povezati nevrotoksičnost MPTP-ja in parkinsonizem pri primatih.